# Fortescue Metals Group
Fortescue Metals Group Limited (FMG) er et australsk jernmalms-mineselskab med hovedkvarter i Perth. I 2017 var det verdens 4. største producent af jernmalm.